# Övertung stridsvagn
- Över vänster: Franskt övertungt landskepp modell FCM 2C (70 ton).
- Övre höger: Nazitysk övertung stridsvagn modell Panzer VIII Maus (200 ton).
- Undre vänster: Japansk övertung stridsvagn modell O-I(en) (100–150 ton).
- Undre höger: Brittisk övertung infanterikanonvagn modell A39 Tortoise(en) (79 ton).

Övertung stridsvagn (jämför tyska: überschwerer panzer) eller supertung stridsvagn (av engelska: super-heavy tank) är en historisk sällsynt viktklass av stridsvagn och pansarfordon. Som namnet antyder är vikten mycket hög och vagnen är därför näst intill omöjlig både att bygga och att användas i fält. Vikten beror främst på dess ämnade roll i fält: ett självgående fort som kan bekämpa flera mål samtidigt. Detta kräver mycket kraftigt skydd, bemanning och bestyckning, vilket i sin tur kräver ett mycket stort och rymligt fordon med mycket utrustning och tjockt pansarskydd, vilket resulterar i en mycket hög totalvikt. De utformas därför ofta som landskepp, en formklass inom stridsfordon som innebär en utformning likt ett örlogsfartyg, där bestyckningen utgörs av flera pjäser/kanontorn med riktfält runt om hela vagnen.
Viktklassifikationen "övertung" avser inte enbart stridsvagnar, utan förekommer även som adjektiv för andra typer av stridsfordon, såsom olika självgående pjäser, etc.

## Vikt
Viktförhållandet för viktklassen "övertung" jämte den lägre viktklassen "tung" (se tung stridsvagn) varierar från land till land historiskt, men det generella övergångstrecket kan sägas dras vid 70 till 75 ton. Historiskt förekommer många konstruktioner som väger över 100 ton, såsom den 188 ton tunga Panzerkampfwagen VIII Maus från 1944, den tyngsta övertunga stridsvagnen som någonsin tillverkats (två prototyper). Vissa orealiserade konstruktioner har dock projekterats för vikter långt över 188 ton, såsom de ökända naztityska "undervapnen" (tyska: Wunderwaffen) landskeppet Landkreuzer P-1000 Ratte och bandkanonen Landkreuzer P-1500 Monster(en), vilka projekterades väga 1 000 och 1 500 ton respektive.

## Historia
Väldigt få supertunga stridsvagnar har konstruerats och bara en handfull har byggts. Den höga vikten gör att övertunga stridsvagnar blir för dyra och svåra att producera, transportera och underhålla. Historiskt har bara en övertung stridsvagn gått i bruk, den franska FCM 2C som väger 70 ton fulladdad. Viktklasserna för stridsvagnar går även att applicera på andra typer av pansarfordon, såsom pansarvärnskanonvagnar, infanterikanonvagnar och självgående artilleri, etc. Även där finns enbart en handfull konstruktioner och prototyper. Likt FCM 2C har enbart en övertung pansarvärnskanonvagn gått i bruk, den nazityska Jagdpanzer VI Jagdtiger om 70 ton. Det finns även ett mindre antal övertunga självgående artilleripjäser som har brukats, såsom Mörsaren Karl om 124 ton.

### Kronologisk utveckling (tabell)
| Utv.      | Fordon                                   | Ursprung       | Vikt         | Formklass            | Produktion      | Tjänst    |
| --------- | ---------------------------------------- | -------------- | ------------ | -------------------- | --------------- | --------- |
| 1911–1916 | Mendeleevs stridsvagn(en)                | Ryssland       | 173,2 ton    | Landskepp            | Ej byggd        | Ej i bruk |
| 1916      | Flying Elephant                          | Storbritannien | 100 ton      | Landskepp            | Ej byggd        | Ej i bruk |
| 1918      | Großkampfwagen                           | Tyskland       | 120 ton      | Landskepp            | Serie 1918      | Ej i bruk |
| 1919–1921 | FCM 2C                                   | Frankrike      | 70 ton       | Landskepp            | Serie 1921      | 1921–1940 |
| 1930–1932 | T-42(en)                                 | Sovjetunionen  | 101,6 ton    | Landskepp            | Ej byggd        | Ej i bruk |
| 1939      | AMX Tracteur C(en)                       | Frankrike      | 140 ton      | Landskepp            | Ej byggd        | Ej i bruk |
| 1939      | ARL Tracteur C(en)                       | Frankrike      | 145 ton      | Landskepp            | Ej byggd        | Ej i bruk |
| 1939      | FCM F1(en)                               | Frankrike      | 139 ton      | Landskepp            | Ej byggd        | Ej i bruk |
| 1940      | Mörsaren Karl                            | Nazityskland   | 124 ton      | Bandmörsare          | Serie 1940–1942 | 1941–1945 |
| 1940      | TOG 1                                    | Storbritannien | 81 ton       | Landskepp            | Prototyp 1940   | Ej i bruk |
| 1940–1943 | TOG 2                                    | Storbritannien | 81,3 ton     | Landskepp            | Prototyp 1941   | Ej i bruk |
| 1940–1943 | O-I(en)                                  | Japan          | 100–150 ton  | Stridsvagn           | Prototyp 1943   | Ej i bruk |
| 1941      | KV-4 (Objekt 224)(ru)                    | Sovjetunionen  | 82,5–107 ton | Stridsvagn           | Ej byggd        | Ej i bruk |
| 1941      | KV-5 (Objekt 225)(ru)                    | Sovjetunionen  | 100 ton      | Stridsvagn           | Ej byggd        | Ej i bruk |
| 1942      | Löjtnant Norman Samuels Super-heavy Tank | Kanada         | -            | Stridsvagn           | Ej byggd        | Ej i bruk |
| 1942      | Landkreuzer P-1000 Ratte                 | Nazityskland   | 1000 ton     | Landskepp            | Ej byggd        | Ej i bruk |
| 1942      | Landkreuzer P-1500 Monster(en)           | Nazityskland   | 1500 ton     | Bandkanon            | Ej byggd        | Ej i bruk |
| 1942      | Panzerkampfwagen VII Löwe                | Nazityskland   | 76–90 ton    | Stridsvagn           | Ej byggd        | Ej i bruk |
| 1943      | Jagdpanzer VI Jagdtiger                  | Nazityskland   | 70 ton       | Pansarvärnskanonvagn | Serie 1944–1945 | 1944–1945 |
| 1942–1944 | Panzerkampfwagen VIII Maus               | Nazityskland   | 188 ton      | Stridsvagn           | Prototyp 1944   | Ej i bruk |
| 1943–1944 | Panzerkampfwagen E-75 "Standardpanzer"   | Nazityskland   | 92 ton       | Stridsvagn           | Ej byggd        | Ej i bruk |
| 1943–1945 | Panzerkampfwagen E-100                   | Nazityskland   | 123 ton      | Stridsvagn           | Prototyp 1945   | Ej i bruk |
| 1945      | Tortoise heavy assault tank (A39)(en)    | Storbritannien | 79 ton       | Infanterikanonvagn   | Förserie 1945   | Ej i bruk |
| 1945      | T28 Super Heavy Tank(en)                 | USA            | 86,2 ton     | Pansarvärnskanonvagn | Prototyp 1945   | Ej i bruk |

## Galleri

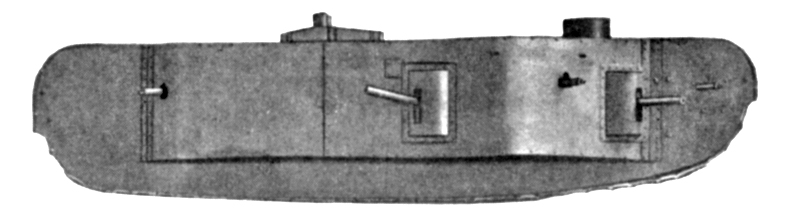
Kejserliga tyska landskeppet Großkampfwagen (120 ton) från 1918.
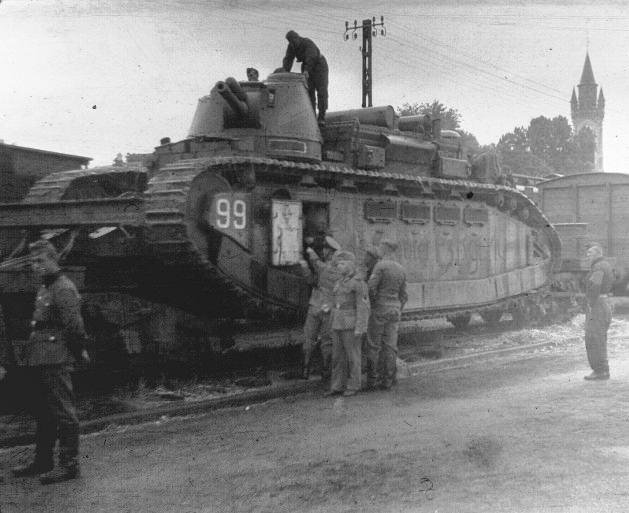
Franska landskeppet FCM 2C (70 ton) från 1921.
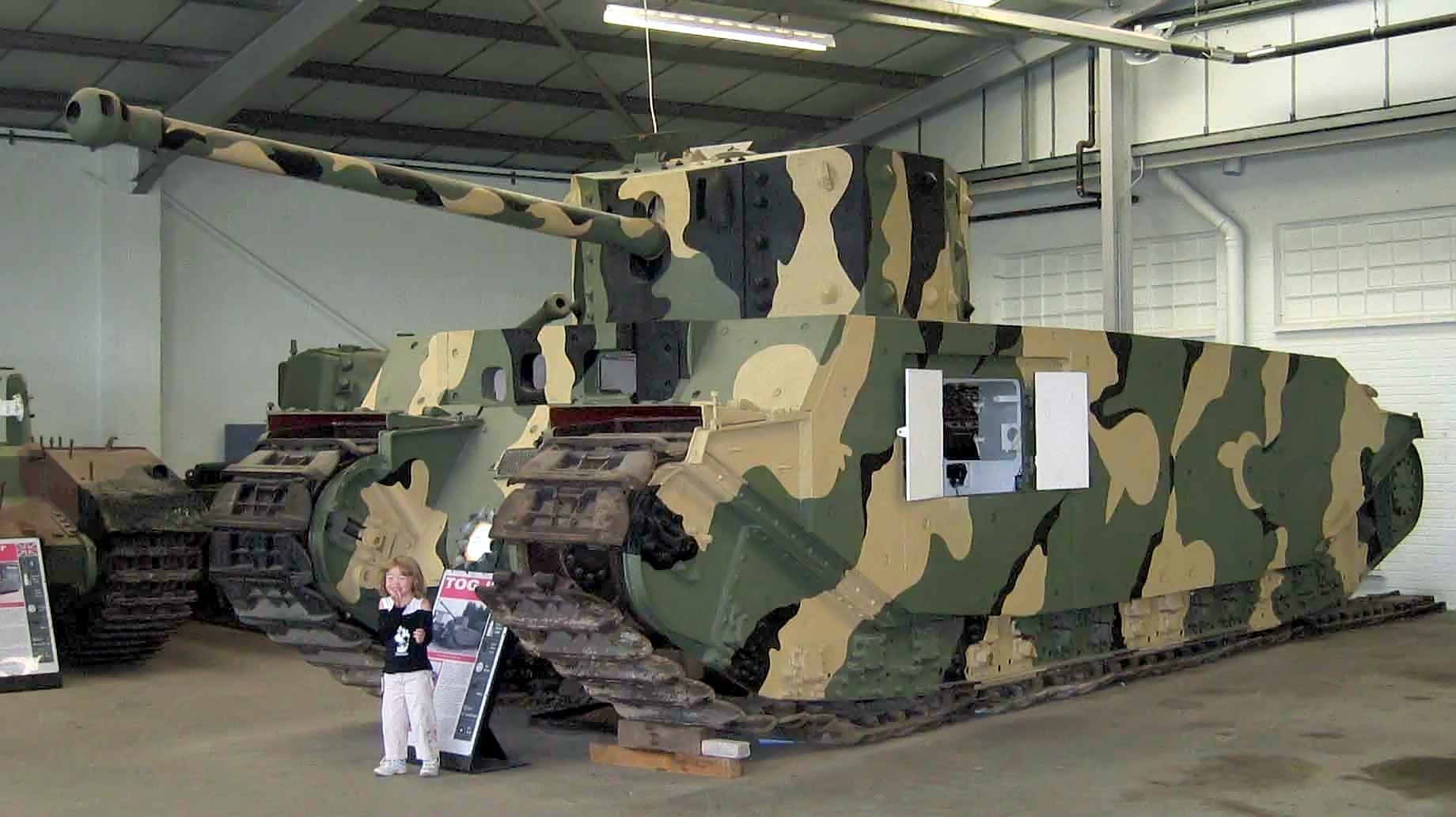
Brittiska landskeppet TOG 2 (81,3 ton).
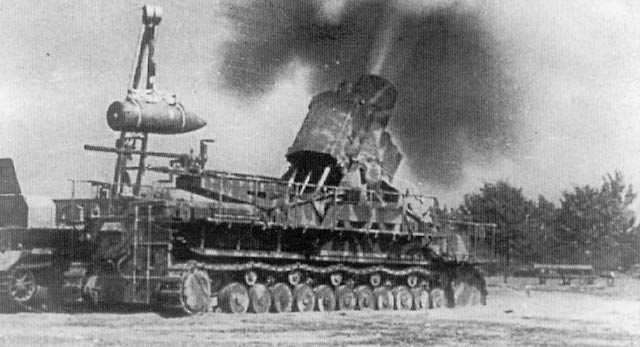
Tyska bandmörsaren Mörsaren Karl (124 ton).
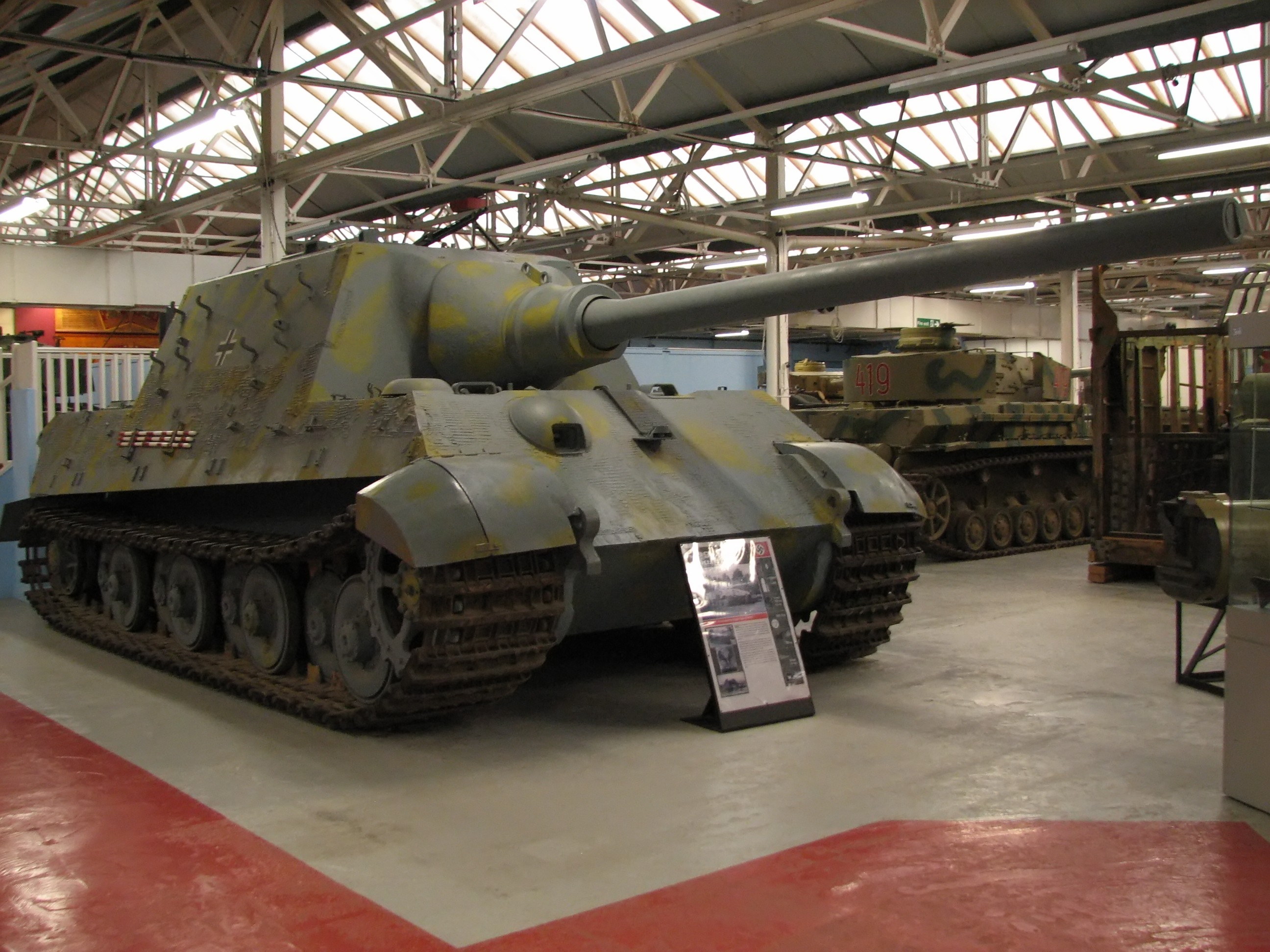
Tyska pansarvärnskanonvagnen Jagdpanzer VI Jagdtiger (70 ton).